# Червона Ніва-Парцель
Червона Ніва-Парцель (пол. Czerwona Niwa-Parcel) — село в Польщі, у гміні Віскітки Жирардовського повіту Мазовецького воєводства.
Населення — 179 осіб (2011).
У 1975-1998 роках село належало до Скерневицького воєводства.

## Демографія
Демографічна структура станом на 31 березня 2011 року:
|          | Загалом | Допрацездатний вік | Працездатний вік | Постпрацездатний вік |
| -------- | ------- | ------------------ | ---------------- | -------------------- |
| Чоловіки | 88      | 29                 | 50               | 9                    |
| Жінки    | 91      | 21                 | 50               | 20                   |
| Разом    | 179     | 50                 | 100              | 29                   |